# Matruchotia taquarae
Matruchotia taquarae är en svampart som beskrevs av Rick 1934. Matruchotia taquarae ingår i släktet Matruchotia, divisionen sporsäcksvampar och riket svampar.   Inga underarter finns listade i Catalogue of Life.